# 鉤鐮槍
鉤鐮槍是一種在槍頭的一邊加上了鉤鐮的槍，除了刺擊之外另有鉤拉與割擊的功能，功能類似古代的戟。在清代是綠營用的槍器之一。